# Vebjørn Selbekk
Vebjørn Selbekk est un journaliste norvégien. Il est l'actuel rédacteur en chef du magazine Magazinet. 
Lors de la Crise internationale des caricatures de Mahomet, le 10 février 2006, Vebjoern Selbekk, a répété qu'il « regrettait profondément » l'offense faite aux musulmans, indignés par les caricatures de Mahomet, sans s'être toutefois excusé pour la publication elle-même.